# 大阪藝術大學
大阪藝術大學（おおさかげいじゅつだいがく，Osaka University of Arts）是一所位於日本大阪府南河内郡河南町的私立大學。
該校前身為創立於1945年的「平野英学塾」，1957年更名為「大阪美術學校」、又於1964更名為「浪速藝術大學」，直到1966年才採用現今校名。

## 學部
- 藝術學部
  - 美術學科
  - 設計學科
  - 工藝學科
  - 建築學科
  - 環境設計學科
  - 攝影學科
  - 電影學科
  - 文藝學科
  - 廣播學科
  - 藝術計畫學科
  - 舞台藝術學科
  - 角色造型學科
  - 音樂學科
  - 演奏學科
- 通信教育部
  - 美術學科
  - 工藝學科
  - 攝影學科
  - 設計學科
  - 建築學科
  - 環境設計學科
  - 電影學科
  - 文藝學科
  - 廣播學科
  - 音樂學科
- 短期大學部
  - 英美文化學科
  - 保育學科
  - 經營設計學科
  - 廣報學科
  - 設計美術學科

## 研究所
- 藝術研究科
  - 藝術製作專攻
  - 藝術文化學專攻
  - 藝術專攻

## 外部連結
- 大阪藝術大學網站 （页面存档备份，存于）